# Construction Time Again
Construction Time Again ist das dritte Studioalbum der britischen Synthpop-Band Depeche Mode aus dem Jahr 1983.
Bei diesem Album setzte die Band erstmals die heute gängige, aber damals noch junge Sampling-Technik ein, bei der zunächst einzelne Klänge (Samples) aufgenommen und dann zu einem Lied zusammengesetzt werden. Der Song Pipeline, aus dessen Text auch der Name des Albums entnommen ist, besteht beispielsweise nahezu vollständig aus Samples. Aufgenommen wurden dabei nicht nur Instrumente, sondern auch Geräusche, die durch Alltags- und vor allem Metallgegenstände erzeugt werden. Gespielt wurden diese Samples auf dem „Synclavier“ Computer-Musikinstrument des Herstellers „New England Digital“. Dieser Sound prägte auch die folgenden Alben von Depeche Mode.
Construction Time Again ist das erste Album, an dem Alan Wilder als Bandmitglied beteiligt war. Es wurde im Londoner The-Garden-Studio von John Foxx aufgenommen und in den Hansa-Studios in Berlin abgemischt. Für das Abmischen folgender Alben kehrte die Band immer wieder nach Berlin zurück.

## Titelliste
1. Love, in Itself – 4:29
2. More Than a Party – 4:45
3. Pipeline – 5:54
4. Everything Counts – 4:19
5. Two Minute Warning – 4:13
6. Shame – 3:50
7. The Landscape is Changing – 4:47
8. Told You So – 4:24
9. And Then… – 4:34
10. Everything Counts (Reprise) – 0:55

Alle Songs wurden von Martin Gore geschrieben, bis auf Two Minute Warning und The Landscape is Changing, die Alan Wilder komponierte. Gore singt den Song Pipeline und die meisten Backing-Vocals. Dave Gahan alle anderen Songs.

## Single-Auskopplungen
- Everything Counts – 11. Juli 1983
- Love, in Itself – 19. September 1983

Die B-Seite zu Everything Counts, Work Hard, ist einer von vier Songs, die Martin Gore und Alan Wilder gemeinsam geschrieben haben. Die anderen sind Black Day (gemeinsam mit Daniel Miller; eine Version von Black Celebration), sowie die Instrumentalstücke The Great Outdoors! und Christmas Island.
Die verschiedenen Versionen von Love, in Itself wurden nummeriert: Love, in Itself 1 ist die Version auf dem Album, Love, in Itself 2 der Single Edit, Love, in Itself 3 der Extended Mix der 12"-Single und Love, in Itself 4 eine Version im Lounge-Stil.

## Setlist derConstruction Time Again Tour1983–1984
1. Everything Counts
2. Now This is Fun
3. Two Minute Warning
4. Shame
5. See You
6. Get the Balance Right!
7. Love in Itself
8. - Pipeline
  - Big Muff
  - People Are People
9. The Landscape is Changing
10. And Then
11. Photographic
12. Told You So
13. New Life
14. More Than a Party
15. The Meaning of Love
16. Just Can’t Get Enough
17. Boys Say Go!

## Re-Release
Am 23. März 2007 erschien ein Re-Release von Construction Time Again als Hybrid-SACD und DVD. Die DVD beinhaltet die Album-Songs in Mehrkanalton (Dolby Digital 5.1 und DTS) und folgende Bonustracks:
- Get the Balance Right!
- The Great Outdoors!
- Work Hard
- Fools
- Get the Balance Right! (Combination Mix)
- Everything Counts (In Larger Amounts)
- Love, In Itself 4

Außerdem zu sehen ist die Dokumentation Depeche Mode 1983: „Teenagers, growing up, bad government and all that stuff“.